# Aetosauroides
Aetosauroides (que significa "Parecido com Aetosaurus") é um género extinto de aetossauro do final do Triássico da América do Sul. É um dos três aetossauros conhecidos da América do Sul, sendo os outros Neoaetosauroides e Chilenosuchus. Duas espécies foram nomeadas: como espécie tipo A. scaglia e A. subsulcatus.
Aetosauroides foi proposto como sinónimo do género Stagonolepis em 1996 e 2002. Espécimes menores de ambas as espécies foram colocadas com Stagonolepis robertsoni, e os espécimes maiores foram consideradas Stagonolepis wellesi. Esta sinonímia não é totalmente aceite, com vários estudos identificando características peculiares que distinguem o Aetosauroides do Stagonolepis. Entre estes estão maxilas que não tocam as narinas, buracos ovais no centro das vértebras e uma margem convexa do maxilar inferior. Em um estudo de 2011, A. subsulcatus foi proposto a como sinónimo do A. Scaglia.